# Gymnobela phyxanor
Gymnobela phyxanor är en snäckart som först beskrevs av Watson 1886.  Gymnobela phyxanor ingår i släktet Gymnobela och familjen kägelsnäckor. Inga underarter finns listade i Catalogue of Life.